# Shattuck
Shattuck és un poble dels Estats Units a l'estat d'Oklahoma. Segons el cens del 2000 tenia 1.274 habitants.

## Demografia
Segons el cens del 2000, Shattuck tenia 1.274 habitants, 567 habitatges, i 369 famílies. La densitat de població era de 339,2 habitants per km².
Dels 567 habitatges en un 23,3% hi vivien nens de menys de 18 anys, en un 55,9% hi vivien parelles casades, en un 7,6% dones solteres, i en un 34,9% no eren unitats familiars. En el 33,2% dels habitatges hi vivien persones soles el 19% de les quals corresponia a persones de 65 anys o més que vivien soles. El nombre mitjà de persones vivint en cada habitatge era de 2,16 i el nombre mitjà de persones que vivien en cada família era de 2,74.
Per edats la població es repartia de la següent manera: un 20% tenia menys de 18 anys, un 6,1% entre 18 i 24, un 20,4% entre 25 i 44, un 28,3% de 45 a 60 i un 25,1% 65 anys o més.
L'edat mediana era de 47 anys. Per cada 100 dones de 18 o més anys hi havia 81,3 homes.
La renda mediana per habitatge era de 26.758 $ i la renda mediana per família de 35.250 $. Els homes tenien una renda mediana de 32.375 $ mentre que les dones 18.077 $. La renda per capita de la població era de 17.420 $. Entorn del 7,5% de les famílies i el 10,2% de la població estaven per davall del llindar de pobresa.

## Poblacions més properes
El següent diagrama mostra les poblacions més properes.